# Список населённых пунктов Пустошкинского района

## Городские населённые пункты
- Город Пустошка —  6300 человек (I. 1989 г.), 6300 человек (1994 год), 5800 человек (I. 2002 г.), 5509 человек (X.2002 г.), 4619 человек (X. 2010 г.)[1], 4385 человек (I. 2013 г.)[2] —  городское поселение «Пустошка».

## Сельские населённые пункты
Ниже представлен сортируемый (по столбцам) список сельских населённых пунктов Пустошкинского района Псковской области, распределённых по муниципальным образованиям (волостям) с оценками численности населения сельских населённых пунктов на конец 2000 года и по переписи населения 2002 года.
| #   | #  | деревня         | 2000 г., чел. | 2002 г., чел. | волость              | бывшая волость (до 2005/2010) |
| --- | -- | --------------- | ------------- | ------------- | -------------------- | ----------------------------- |
| 1   | 1  | Аболенье        | 11            | 8             | Алольская волость    | Алольская волость             |
| 2   | 2  | Алешнюги        | 17            | 16            | Алольская волость    | Алольская волость             |
| 3   | 3  | Алоль           | 200           | 220           | Алольская волость    | Алольская волость             |
| 4   | 4  | Балаши, станция |               | 0             | Алольская волость    | Алольская волость             |
| 5   | 5  | Балашово        | 5             | 6             | Алольская волость    | Алольская волость             |
| 6   | 6  | Бордино         | 0             | 0             | Алольская волость    | Алольская волость             |
| 7   | 7  | Ботаково        | 12            | 8             | Алольская волость    | Алольская волость             |
| 8   | 8  | Бубново         | 33            | 24            | Алольская волость    | Алольская волость             |
| 9   | 9  | Быково          | 18            | 14            | Алольская волость    | Васильковская волость         |
| 10  | 10 | Великая         | 0             | 0             | Алольская волость    | Алольская волость             |
| 11  | 11 | Вербилово       | 398           | 355           | Алольская волость    | Алольская волость             |
| 12  | 12 | Гаврильцево     | 0             | 0             | Алольская волость    | Алольская волость             |
| 13  | 13 | Гаврильцево     | 14            | 8             | Алольская волость    | Алольская волость             |
| 14  | 14 | Гаево           | 34            | 12            | Алольская волость    | Алольская волость             |
| 15  | 15 | Гришина Гора    | 5             | 2             | Алольская волость    | Алольская волость             |
| 16  | 16 | Дракуново       | 13            | 7             | Алольская волость    | Алольская волость             |
| 17  | 17 | Евахново        | 3             | 8             | Алольская волость    | Алольская волость             |
| 18  | 18 | Ермолово        | 15            | 12            | Алольская волость    | Алольская волость             |
| 19  | 19 | Заозёрье        | 7             | 8             | Алольская волость    | Алольская волость             |
| 20  | 20 | Заречье         | 35            | 32            | Алольская волость    | Алольская волость             |
| 21  | 21 | Застаринье      | 1             | 0             | Алольская волость    | Алольская волость             |
| 22  | 22 | Зуи             | 6             | 5             | Алольская волость    | Алольская волость             |
| 23  | 23 | Киселево        | 5             | 2             | Алольская волость    | Алольская волость             |
| 24  | 24 | Кисели          | 14            | 14            | Алольская волость    | Алольская волость             |
| 25  | 25 | Комово          | 5             | 7             | Алольская волость    | Алольская волость             |
| 26  | 26 | Коренево        | 0             | 0             | Алольская волость    | Алольская волость             |
| 27  | 27 | Лобачи          | 11            | 9             | Алольская волость    | Алольская волость             |
| 28  | 28 | Лужи            | 5             | 0             | Алольская волость    | Алольская волость             |
| 29  | 29 | Максим-Погост   | 7             | 7             | Алольская волость    | Алольская волость             |
| 30  | 30 | Маслово         | 4             | 4             | Алольская волость    | Васильковская волость         |
| 31  | 31 | Микульчино      | 0             | 0             | Алольская волость    | Алольская волость             |
| 32  | 32 | Мошки           | 6             | 3             | Алольская волость    | Алольская волость             |
| 33  | 33 | Мясово          | 29            | 40            | Алольская волость    | Алольская волость             |
| 34  | 34 | Новики          | 0             | 0             | Алольская волость    | Алольская волость             |
| 35  | 35 | Ночлегово       | 22            | 18            | Алольская волость    | Алольская волость             |
| 36  | 36 | Поддубье        | 354           | 282           | Алольская волость    | Васильковская волость         |
| 37  | 37 | Середеево       | 40            | 30            | Алольская волость    | Васильковская волость         |
| 38  | 38 | Серпуниха       | 1             | 1             | Алольская волость    | Алольская волость             |
| 39  | 39 | Симоново        | 5             | 2             | Алольская волость    | Васильковская волость         |
| 40  | 40 | Симоново        | 6             | 9             | Алольская волость    | Алольская волость             |
| 41  | 41 | Стайки          | 1             | 1             | Алольская волость    | Алольская волость             |
| 42  | 42 | Усохи           | 11            | 8             | Алольская волость    | Алольская волость             |
| 43  | 43 | Устье           | 4             | 16            | Алольская волость    | Алольская волость             |
| 44  | 44 | Фомкино         | 19            | 12            | Алольская волость    | Алольская волость             |
| 45  | 45 | Холюны          | 48            | 63            | Алольская волость    | Алольская волость             |
| 46  | 46 | Хордышево       | 0             | 0             | Алольская волость    | Алольская волость             |
| 47  | 47 | Шумихи          | 8             | 7             | Алольская волость    | Алольская волость             |
| 48  | 48 | Яссы            | 82            | 85            | Алольская волость    | Алольская волость             |
| 49  | 49 | Яшково          | 11            | 11            | Алольская волость    | Алольская волость             |
| 50  | 1  | Батурино        | 35            | 36            | Гультяевская волость | Гультяевская волость          |
| 51  | 2  | Белое           | 16            | 8             | Гультяевская волость | Гультяевская волость          |
| 52  | 3  | Борки           | 15            | 18            | Гультяевская волость | Гультяевская волость          |
| 53  | 4  | Гришино         | 7             | 12            | Гультяевская волость | Гультяевская волость          |
| 54  | 5  | Гультяи         | 384           | 356           | Гультяевская волость | Гультяевская волость          |
| 55  | 6  | Дроздино        | 1             | 0             | Гультяевская волость | Гультяевская волость          |
| 56  | 7  | Закучево        | 9             | 4             | Гультяевская волость | Гультяевская волость          |
| 57  | 8  | Замощенье       |               | 0             | Гультяевская волость |                               |
| 58  | 9  | Заречье         | 14            | 9             | Гультяевская волость | Гультяевская волость          |
| 59  | 10 | Исаево          | 39            | 36            | Гультяевская волость | Гультяевская волость          |
| 60  | 11 | Козодои         | 6             | 7             | Гультяевская волость | Гультяевская волость          |
| 61  | 12 | Линец           | 30            | 29            | Гультяевская волость | Гультяевская волость          |
| 62  | 13 | Маслово         | 53            | 48            | Гультяевская волость | Гультяевская волость          |
| 63  | 14 | Никулино        | 12            | 15            | Гультяевская волость | Гультяевская волость          |
| 64  | 15 | Ореховно        | 16            | 16            | Гультяевская волость | Гультяевская волость          |
| 65  | 16 | Рамуси          | 11            | 7             | Гультяевская волость | Гультяевская волость          |
| 66  | 17 | Рудо            | 31            | 21            | Гультяевская волость | Гультяевская волость          |
| 67  | 18 | Святец          | 22            | 23            | Гультяевская волость | Гультяевская волость          |
| 68  | 19 | Логуново        | 69            | 56            | Гультяевская волость | Новая волость                 |
| 69  | 20 | Авинищи         | 4             | 3             | Гультяевская волость | Шалаховская волость           |
| 70  | 21 | Блиново         | 10            | 12            | Гультяевская волость | Шалаховская волость           |
| 71  | 22 | Волково         | 0             | 3             | Гультяевская волость | Шалаховская волость           |
| 72  | 23 | Гусино          | 1             | 2             | Гультяевская волость | Шалаховская волость           |
| 73  | 24 | Житниково       | 18            | 12            | Гультяевская волость | Шалаховская волость           |
| 74  | 25 | Заречье         | 6             | 6             | Гультяевская волость | Шалаховская волость           |
| 75  | 26 | Козыри          | 5             | 8             | Гультяевская волость | Шалаховская волость           |
| 76  | 27 | Лешни           | 13            | 18            | Гультяевская волость | Шалаховская волость           |
| 77  | 28 | Луни            | 0             | 0             | Гультяевская волость | Шалаховская волость           |
| 78  | 29 | Неведро         | 0             | 0             | Гультяевская волость | Шалаховская волость           |
| 79  | 30 | Полеево         | 1             | 0             | Гультяевская волость | Шалаховская волость           |
| 80  | 31 | Рукавы          | 2             | 1             | Гультяевская волость | Шалаховская волость           |
| 81  | 32 | Станки          | 5             | 5             | Гультяевская волость | Шалаховская волость           |
| 82  | 33 | Столпово        | 15            | 15            | Гультяевская волость | Шалаховская волость           |
| 83  | 34 | Тимоново        | 68            | 56            | Гультяевская волость | Шалаховская волость           |
| 84  | 35 | Торчилово       | 23            | 13            | Гультяевская волость | Шалаховская волость           |
| 85  | 36 | Шалахово        | 301           | 257           | Гультяевская волость | Шалаховская волость           |
| 86  | 37 | Шамолово        | 1             | 4             | Гультяевская волость | Шалаховская волость           |
| 87  | 38 | Шилово          | 77            | 75            | Гультяевская волость | Шалаховская волость           |
| 88  | 39 | Якимово         | 9             | 14            | Гультяевская волость | Шалаховская волость           |
| 89  | 1  | Абаконово       | 3             | 4             | Щукинская волость    | Щукинская волость             |
| 90  | 2  | Амельчино       | 10            | 7             | Щукинская волость    | Щукинская волость             |
| 91  | 3  | Андрейково      | 9             | 7             | Щукинская волость    | Щукинская волость             |
| 92  | 4  | Андрохново      | 11            | 11            | Щукинская волость    | Щукинская волость             |
| 93  | 5  | Афимьево        | 4             | 0             | Щукинская волость    | Щукинская волость             |
| 94  | 6  | Березно         | 0             | 1             | Щукинская волость    | Васильковская волость         |
| 95  | 7  | Большие Хмелищи | 5             | 1             | Щукинская волость    | Щукинская волость             |
| 96  | 8  | Бочурино        | 2             | 4             | Щукинская волость    | Васильковская волость         |
| 97  | 9  | Василево        | 17            | 17            | Щукинская волость    | Щукинская волость             |
| 98  | 10 | Васильки        | 91            | 84            | Щукинская волость    | Васильковская волость         |
| 99  | 11 | Волочагино      | 7             | 7             | Щукинская волость    | Васильковская волость         |
| 100 | 12 | Выдрие          | 15            | 10            | Щукинская волость    | Щукинская волость             |
| 101 | 13 | Выплоха         | 25            | 23            | Щукинская волость    | Щукинская волость             |
| 102 | 14 | Высоцкое        | 11            | 7             | Щукинская волость    | Васильковская волость         |
| 103 | 15 | Вяльцево        | 24            | 16            | Щукинская волость    | Щукинская волость             |
| 104 | 16 | Дубровка        |               | 0             | Щукинская волость    | Щукинская волость             |
| 105 | 17 | Забеги          | 8             | 9             | Щукинская волость    | Васильковская волость         |
| 106 | 18 | Ивахново        | 11            | 10            | Щукинская волость    | Щукинская волость             |
| 107 | 19 | Каменка         | 0             | 8             | Щукинская волость    | Васильковская волость         |
| 108 | 20 | Красное         | 96            | 88            | Щукинская волость    | Щукинская волость             |
| 109 | 21 | Криуха          | 240           | 195           | Щукинская волость    | Васильковская волость         |
| 110 | 22 | Лосно           | 15            | 13            | Щукинская волость    | Пригородная волость           |
| 111 | 23 | Лукино          |               | 0             | Щукинская волость    | Васильковская волость         |
| 112 | 24 | Маковейцево     | 9             | 12            | Щукинская волость    | Васильковская волость         |
| 113 | 25 | Максимцево      | 7             | 3             | Щукинская волость    | Щукинская волость             |
| 114 | 26 | Михеево         | 4             | 8             | Щукинская волость    | Щукинская волость             |
| 115 | 27 | Морозово        | 0             | 5             | Щукинская волость    | Васильковская волость         |
| 116 | 28 | Мутовозово      | 16            | 14            | Щукинская волость    | Щукинская волость             |
| 117 | 29 | Новины          | 6             | 8             | Щукинская волость    | Васильковская волость         |
| 118 | 30 | Озёрная         | 3             | 5             | Щукинская волость    | Васильковская волость         |
| 119 | 31 | Печурки         | 13            | 7             | Щукинская волость    | Васильковская волость         |
| 120 | 32 | Подсосно        | 5             | 6             | Щукинская волость    | Васильковская волость         |
| 121 | 33 | Рахново         | 0             | 2             | Щукинская волость    | Васильковская волость         |
| 122 | 34 | Ровница         | 22            | 28            | Щукинская волость    | Васильковская волость         |
| 123 | 35 | Скробы          | 21            | 17            | Щукинская волость    | Щукинская волость             |
| 124 | 36 | Сорокино        | 1             | 2             | Щукинская волость    | Щукинская волость             |
| 125 | 37 | Сочихино        | 16            | 20            | Щукинская волость    | Щукинская волость             |
| 126 | 38 | Сурохново       | 13            | 8             | Щукинская волость    | Щукинская волость             |
| 127 | 39 | Тараскино       | 9             | 9             | Щукинская волость    | Щукинская волость             |
| 128 | 40 | Торхи           | 9             | 10            | Щукинская волость    | Щукинская волость             |
| 129 | 41 | Турубино        | 8             | 7             | Щукинская волость    | Васильковская волость         |
| 130 | 42 | Турушино        | 6             | 3             | Щукинская волость    | Щукинская волость             |
| 131 | 43 | Фальково        | 9             | 14            | Щукинская волость    | Щукинская волость             |
| 132 | 44 | Харапуги        | 1             | 1             | Щукинская волость    | Пригородная волость           |
| 133 | 45 | Черепяги        | 1             | 4             | Щукинская волость    | Пригородная волость           |
| 134 | 46 | Шаталово        | 2             | 6             | Щукинская волость    | Васильковская волость         |
| 135 | 47 | Щукино          | 323           | 233           | Щукинская волость    | Щукинская волость             |
| 136 | 48 | Юшково          | 48            | 38            | Щукинская волость    | Щукинская волость             |
| 137 | 1  | Алушково        | 130           | 106           | Забельская волость   | Забельская волость            |
| 138 | 2  | Анушиха         | 5             | 10            | Забельская волость   | Бессоновская волость          |
| 139 | 3  | Бессоново       | 11            | 13            | Забельская волость   | Бессоновская волость          |
| 140 | 4  | Быково          | 33            | 21            | Забельская волость   | Забельская волость            |
| 141 | 5  | Видусово        | 18            | 18            | Забельская волость   | Забельская волость            |
| 142 | 6  | Горка           | 9             | 7             | Забельская волость   | Забельская волость            |
| 143 | 7  | Гришутино       | 8             | 7             | Забельская волость   | Забельская волость            |
| 144 | 8  | Забелевица      | 228           | 198           | Забельская волость   | Забельская волость            |
| 145 | 9  | Забелье         | 132           | 135           | Забельская волость   | Забельская волость            |
| 146 | 10 | Заполок         | 6             | 6             | Забельская волость   | Забельская волость            |
| 147 | 11 | Зенково         |               | 0             | Забельская волость   | Бессоновская волость          |
| 148 | 12 | Иванищево       | 6             | 21            | Забельская волость   | Забельская волость            |
| 149 | 13 | Иватино         | 13            | 13            | Забельская волость   | Забельская волость            |
| 150 | 14 | Ивчиха          | 10            | 7             | Забельская волость   | Забельская волость            |
| 151 | 15 | Каменка         | 2             | 1             | Забельская волость   | Забельская волость            |
| 152 | 16 | Клетки          | 2             | 5             | Забельская волость   | Бессоновская волость          |
| 153 | 17 | Копнино         | 13            | 10            | Забельская волость   | Бессоновская волость          |
| 154 | 18 | Корнилково      | 0             | 0             | Забельская волость   | Забельская волость            |
| 155 | 19 | Коробцево       | 0             | 0             | Забельская волость   | Забельская волость            |
| 156 | 20 | Костьково       | 19            | 20            | Забельская волость   | Бессоновская волость          |
| 157 | 21 | Котово          | 1             | 0             | Забельская волость   | Бессоновская волость          |
| 158 | 22 | Крючек          | 2             | 8             | Забельская волость   | Забельская волость            |
| 159 | 23 | Кстово          | 9             | 6             | Забельская волость   | Бессоновская волость          |
| 160 | 24 | Кудиново        | 1             | 0             | Забельская волость   | Забельская волость            |
| 161 | 25 | Кушки           | 1             | 3             | Забельская волость   | Забельская волость            |
| 162 | 26 | Лашково         | 1             | 8             | Забельская волость   | Забельская волость            |
| 163 | 27 | Лешно           | 56            | 49            | Забельская волость   | Бессоновская волость          |
| 164 | 28 | Логиново        | 18            | 17            | Забельская волость   | Забельская волость            |
| 165 | 29 | Мануково        | 36            | 23            | Забельская волость   | Забельская волость            |
| 166 | 30 | Марково         | 10            | 15            | Забельская волость   | Забельская волость            |
| 167 | 31 | Маяк            |               | 0             | Забельская волость   | Бессоновская волость          |
| 168 | 32 | Мельница        | 18            | 30            | Забельская волость   | Бессоновская волость          |
| 169 | 33 | Морозово        | 26            | 26            | Забельская волость   | Забельская волость            |
| 170 | 34 | Новая           | 5             | 5             | Забельская волость   | Бессоновская волость          |
| 171 | 35 | Новгородцево    | 1             | 2             | Забельская волость   | Бессоновская волость          |
| 172 | 36 | Остров          |               | 0             | Забельская волость   | Бессоновская волость          |
| 173 | 37 | Песчанка        | 41            | 23            | Забельская волость   | Забельская волость            |
| 174 | 38 | Петраши         | 27            | 19            | Забельская волость   | Забельская волость            |
| 175 | 39 | Плотично        | 18            | 11            | Забельская волость   | Бессоновская волость          |
| 176 | 40 | Пружинец        | 18            | 17            | Забельская волость   | Забельская волость            |
| 177 | 41 | Райполье        | 4             | 0             | Забельская волость   | Забельская волость            |
| 178 | 42 | Ракино          | 1             | 0             | Забельская волость   | Забельская волость            |
| 179 | 43 | Ребле           | 110           | 91            | Забельская волость   | Забельская волость            |
| 180 | 44 | Речки           | 7             | 8             | Забельская волость   | Забельская волость            |
| 181 | 45 | Рыкшино         | 31            | 30            | Забельская волость   | Забельская волость            |
| 182 | 46 | Сафонтьево      | 5             | 6             | Забельская волость   | Бессоновская волость          |
| 183 | 47 | Селиверстово    | 3             | 4             | Забельская волость   | Забельская волость            |
| 184 | 48 | Сергейково      | 2             | 1             | Забельская волость   | Забельская волость            |
| 185 | 49 | Ситно           | 4             | 6             | Забельская волость   | Бессоновская волость          |
| 186 | 50 | Солнце          | 0             | 0             | Забельская волость   | Забельская волость            |
| 187 | 51 | Сопки           | 1             | 1             | Забельская волость   | Бессоновская волость          |
| 188 | 52 | Стружки         | 1             | 3             | Забельская волость   | Бессоновская волость          |
| 189 | 53 | Теплухино       | 17            | 22            | Забельская волость   | Забельская волость            |
| 190 | 54 | Ужакино         | 10            | 12            | Забельская волость   | Забельская волость            |
| 191 | 55 | Уструги         | 19            | 16            | Забельская волость   | Забельская волость            |
| 192 | 56 | Уткино          | 7             | 5             | Забельская волость   | Забельская волость            |
| 193 | 57 | Фомино          | 8             | 8             | Забельская волость   | Бессоновская волость          |
| 194 | 58 | Хлупикино       | 5             | 4             | Забельская волость   | Забельская волость            |
| 195 | 59 | Хохоново        | 2             | 6             | Забельская волость   | Забельская волость            |
| 196 | 60 | Цаплино         | 3             | 5             | Забельская волость   | Бессоновская волость          |
| 197 | 61 | Чурилово        | 172           | 164           | Забельская волость   | Бессоновская волость          |
| 198 | 62 | Шуменец         | 2             | 2             | Забельская волость   | Забельская волость            |
| 199 | 63 | Щелканово       | 3             | 2             | Забельская волость   | Забельская волость            |
| 200 | 64 | Яйцово          | 12            | 8             | Забельская волость   | Забельская волость            |
| 201 | 1  | Авинищи         | 19            | 20            | Пригородная волость  | Пригородная волость           |
| 202 | 2  | Баконово        | 18            | 18            | Пригородная волость  | Новая волость                 |
| 203 | 3  | Бубново         | 10            | 8             | Пригородная волость  | Пригородная волость           |
| 204 | 4  | Васьково        | 5             | 7             | Пригородная волость  | Новая волость                 |
| 205 | 5  | Ваулино         | 14            | 15            | Пригородная волость  | Пригородная волость           |
| 206 | 6  | Галузино        | 4             | 16            | Пригородная волость  | Пригородная волость           |
| 207 | 7  | Горивец         | 3             | 4             | Пригородная волость  | Пригородная волость           |
| 208 | 8  | Горка           | 9             | 12            | Пригородная волость  | Новая волость                 |
| 209 | 9  | Дворищи         | 10            | 8             | Пригородная волость  | Новая волость                 |
| 210 | 10 | Долосцы         | 153           | 151           | Пригородная волость  | Пригородная волость           |
| 211 | 11 | Дуплищи         | 40            | 46            | Пригородная волость  | Пригородная волость           |
| 212 | 12 | Заболотно       | 100           | 105           | Пригородная волость  | Пригородная волость           |
| 213 | 13 | Замошенье       | 1             | 0             | Пригородная волость  | Новая волость                 |
| 214 | 14 | Клюкино         | 17            | 22            | Пригородная волость  | Пригородная волость           |
| 215 | 15 | Коклино         | 26            | 16            | Пригородная волость  | Пригородная волость           |
| 216 | 16 | Колпино         | 17            | 11            | Пригородная волость  | Новая волость                 |
| 217 | 17 | Копылок         | 219           | 185           | Пригородная волость  | Пригородная волость           |
| 218 | 18 | Коськово        | 21            | 16            | Пригородная волость  | Пригородная волость           |
| 219 | 19 | Красково        | 22            | 27            | Пригородная волость  | Пригородная волость           |
| 220 | 20 | Кузнецово       | 20            | 21            | Пригородная волость  | Новая волость                 |
| 221 | 21 | Ломоносы        | 0             | 0             | Пригородная волость  | Новая волость                 |
| 222 | 22 | Лопатино        | 11            | 9             | Пригородная волость  | Пригородная волость           |
| 223 | 23 | Лукьяново       | 17            | 30            | Пригородная волость  | Пригородная волость           |
| 224 | 24 | Мольгино        | 32            | 27            | Пригородная волость  | Пригородная волость           |
| 225 | 25 | Морозово        | 23            | 25            | Пригородная волость  | Пригородная волость           |
| 226 | 26 | Мочалово        | 11            | 6             | Пригородная волость  | Пригородная волость           |
| 227 | 27 | Нестерово       | 4             | 6             | Пригородная волость  | Пригородная волость           |
| 228 | 28 | Никитино        | 12            | 20            | Пригородная волость  | Пригородная волость           |
| 229 | 29 | Ночвино         | 4             | 4             | Пригородная волость  | Пригородная волость           |
| 230 | 30 | Овсянки         | 25            | 22            | Пригородная волость  | Новая волость                 |
| 231 | 31 | Погорелка       | 1             | 1             | Пригородная волость  | Пригородная волость           |
| 232 | 32 | Пыжово          | 156           | 130           | Пригородная волость  | Новая волость                 |
| 233 | 33 | Пятовщина       | 34            | 25            | Пригородная волость  | Пригородная волость           |
| 234 | 34 | Рокачино        | 14            | 12            | Пригородная волость  | Пригородная волость           |
| 235 | 35 | Сеньково        | 9             | 10            | Пригородная волость  | Пригородная волость           |
| 236 | 36 | Сергеево        | 7             | 12            | Пригородная волость  | Пригородная волость           |
| 237 | 37 | Сергейцево      | 391           | 357           | Пригородная волость  | Новая волость                 |
| 238 | 38 | Соино           | 142           | 140           | Пригородная волость  | Пригородная волость           |
| 239 | 39 | Старая Пустошка | 114           | 126           | Пригородная волость  | Пригородная волость           |
| 240 | 40 | Торчилово       | 1             | 0             | Пригородная волость  | Новая волость                 |
| 241 | 41 | Филистово       | 6             | 1             | Пригородная волость  | Пригородная волость           |
| 242 | 42 | Фролово         | 9             | 8             | Пригородная волость  | Пригородная волость           |
| 243 | 43 | Шуменец         | 26            | 18            | Пригородная волость  | Пригородная волость           |
| 244 | 44 | Ясная Поляна    | 35            | 28            | Пригородная волость  | Новая волость                 |